# Andreas Blühm
Andreas Blühm (Berlijn, 18 februari 1959) is een Duitse kunsthistoricus en sinds 2012 directeur van het Groninger Museum.  

## Loopbaan
Blühm groeide op in Bremen en studeerde kunstgeschiedenis aan de Eberhard-Karls-Universiteit in Tübingen en de Vrije Universiteit Berlijn. Hij promoveerde in 1988 op het thema "Pygmalion. Die Ikonographie eines Künstlermythos 1500-1900".
Hij werkte als conservator in opleiding bij het Museum für Kunst und Kulturgeschichte der Hansestadt Lübeck en was van 1990 tot 1993 verantwoordelijk voor de tentoonstellingen van het Museum Ostdeutsche Galerie Regensburg. Als 'hoofd presentatie' werkte hij bij het Van Gogh Museum (1993-2005) in Amsterdam en had vervolgens de leiding over het Wallraf-Richartz-Museum & Fondation Corboud (2005-2012) in Keulen.
Per 1 september 2012 werd Blühm directeur van het Groninger Museum in de stad Groningen. Zijn voorganger Kees van Twist weigerde in 2007 het werk van de Groninger kunstenaar Henk Helmantel tentoon te stellen, omdat dat niet in het museumbeleid paste. Blühm wil meer aandacht geven aan de eigen collectie van het museum en gaf in 2013 aan dat een Helmantel ook tot de collectie zou moeten behoren. In december 2024 ging Blühm met pensioen en daarmee eindigde ook zijn betrekking bij de Rijksuniversiteit Groningen.

## Erkenning
Blühm ontving onder meer de Keulse Cultuurprijs voor 'beste cultuurmanager van het jaar' (2009). In september 2015 is Blühm benoemd tot bijzonder hoogleraar Kunstgeschiedenis, Musea en Maatschappij aan de Rijksuniversiteit Groningen. In 2017 werd de Jans Cats Prijs aan hem toegekend.
- Bibliothèque nationale de France: cb12198944h (data)
- Digitale Bibliotheek voor de Nederlandse Letteren: bluh001
- Gemeinsame Normdatei: 189563192
- International Standard Name Identifier: 0000 0001 2134 9154
- Library of Congress Control Number: n88081418
- Nationale Bibliotheek van Letland: 000016010
- Nationale Bibliotheek van Tsjechië: mub2011648984
- Nationale Bibliotheek van Israël: 987007426977905171
- Nederlandse Thesaurus van Auteursnamen: 075077051
- Système universitaire de documentation: 030608201
- Virtual International Authority File: 59130432
- WorldCat: E39PBJp9yyKBYy3xtrWFXtx7HC